# Centrifugă

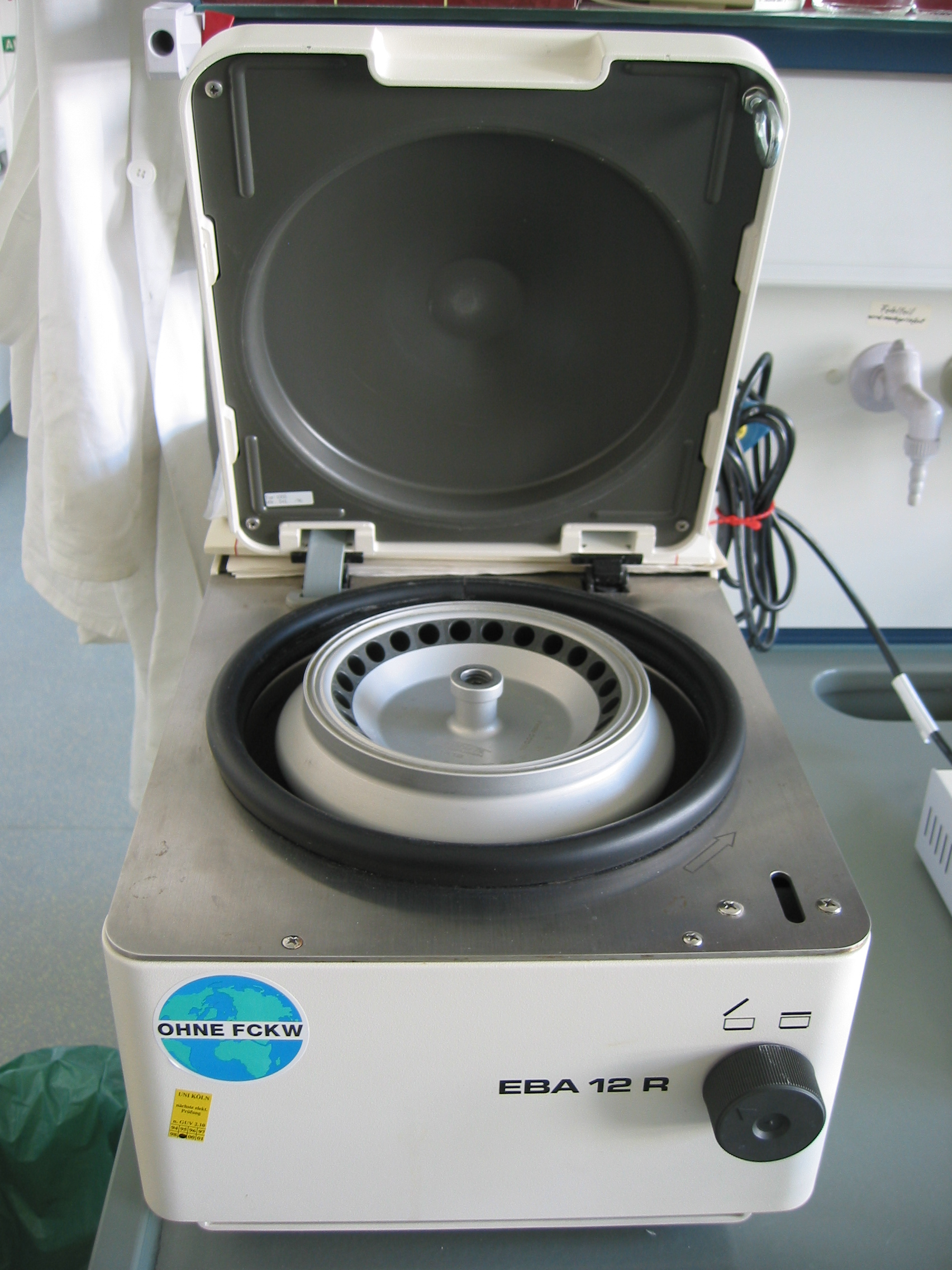
O centrifugă de laborator; se pot observa locurile în care sunt introduse eprubetele înaintea centrifugării.

Centrifuga este un aparat utilizat pentru separarea componenților unui amestec pe baza diferenței de densitate cu ajutorul forței centrifuge.